# دهستان گیان
گیان دهستانی است از توابع بخش گیان شهرستان نهاوند در استان همدان ایران.

## جمعیت
براساس سرشماری سال ۱۳۸۵ جمعیت آن ۲٬۷۰۵ نفر (۷۱۴ خانوار) بوده‌است.